# Toxostoma bendirei
Toxostoma bendirei е вид птица от семейство Mimidae. Видът е световно застрашен, със статут Уязвим.

## Разпространение
Видът е разпространен в Мексико и САЩ.